# Ohh! Paradise Taste!!
「Ohh! Paradise Taste!!」（オー・パラダイス・テイスト）は、日本の歌手・愛内里菜の3作目のシングル。

## 概要
- アルバム『Single Collection』には未収録の曲であるが、ライブでの定番曲となっており、その際にはライブ用に一部歌詞をアレンジして歌われる。
- 2010年のシングル「HANABI」が発売されるまでは、長らく全シングルの中で最もチャート初登場・最高順位が低い作品であった。
- 初回版は紙ジャケット仕様である。

## 収録曲
1. Ohh! Paradise Taste!!
  - 作詞：愛内里菜　作曲：大野愛果　編曲：尾城九龍
2. purple haze
  - 作詞：愛内里菜　作曲：金子奈未　編曲：KCP
3. Ohh! Paradise Taste!! 〜“真夏の夜のにっぽんの夏”なmix…なんちゃって〜
  - 作詞：愛内里菜　作曲：大野愛果　編曲：Division of Mark
4. golden moonlight 〜Grandale Euro Mix〜
  - 作詞：愛内里菜　作曲：大野愛果　編曲：KCP
5. Ohh! Paradise Taste!! 〜instrumental〜

## タイアップ
- TBS系『ワンダフル』ミニドラマ8月度主題歌（#1）
- サンヨー食品 ニューウェーブラーメン「チェキラ!」CMソング（#1）

## 収録アルバム
- Be Happy（#1）
- ALL SINGLES BEST 〜THANX 10th ANNIVERSARY〜（#1）
- COLORS（#2）